# 포구산

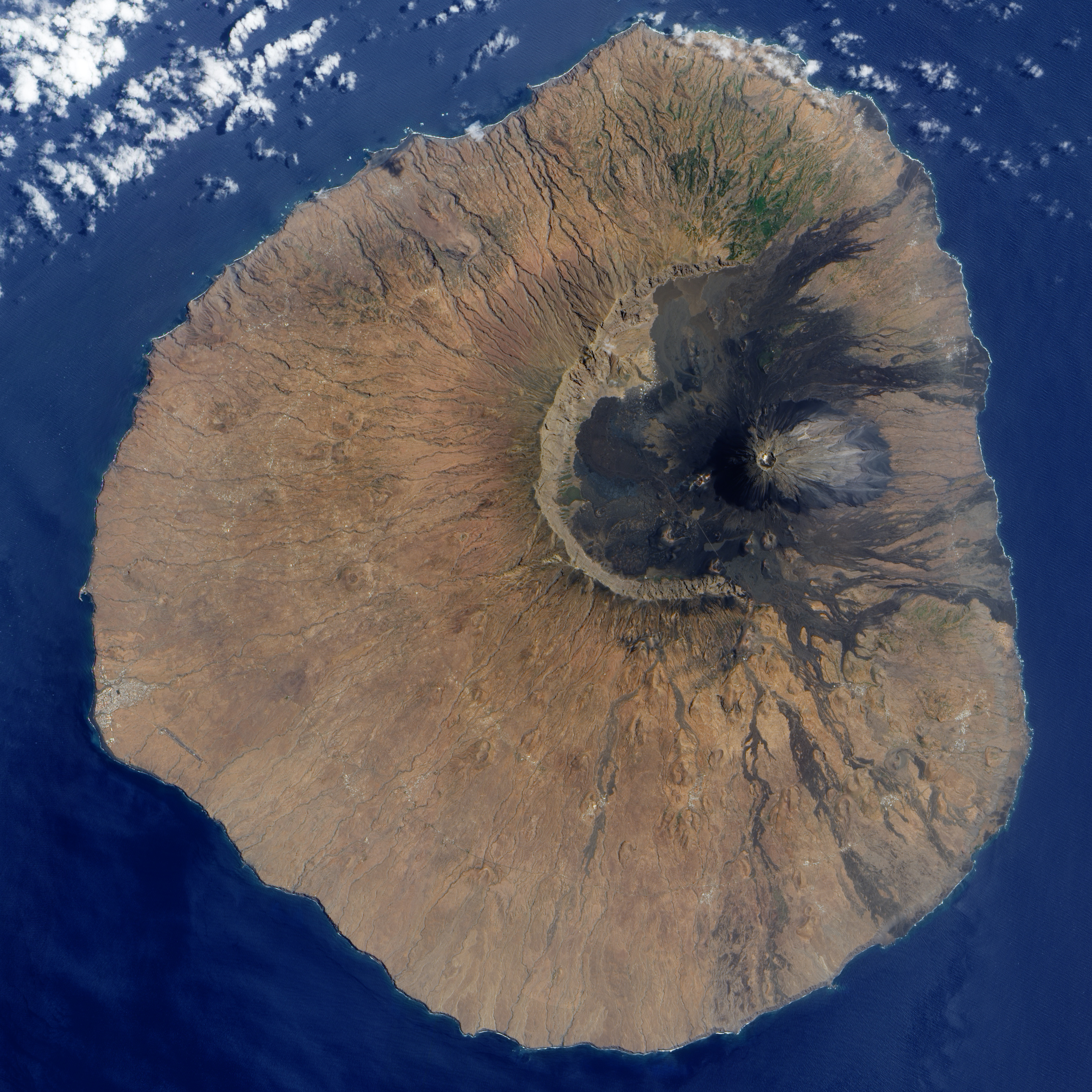
포구 산 위성사진

포구산(Pico Do Fogo)은 대서양의 카보베르데에 있는 성층 화산으로, 활화산이다. 카보베르데에서 가장 높은 곳이기도 하다. 이곳에는 거대한 칼데라가 있으며, 대부분 용암이 널려 있다. 지금도 화산 활동을 할 기미를 보이고 있다. 예전에는 분화한 기록도 있는데, 용암을 분출하면서 폭발하였다.
1995년에 산허리에 있는 분화구에서 폭발이 일어나 주민들이 대피에 나섰다. 며칠 전부터 진동이 있었다. 그래서 더 많이 대피할 수 있었던 것이다. 용암을 분출하였고, 용암이 흘렀다.